# Альваро Луіш Тавареш Віейра
Альваро Луіш Тавареш Віейра (порт.-браз. Alvaro Luis Tavares Vieira, нар. 10 березня 1995, Сан-Паулу, Бразилія) — бразильський футболіст, нападник.

## Життєпис
На юнацькому рівні виступав за команду ЕКУС у 2015 році. З 2017 року в дорослому футболі, тренувався з «Уніау Можи». Наступного року опинився в «Монте Азул», який виступав у Лізі Пауліста A3 (третій дивізіон чемпіонату штату Сан-Паулу). У чемпіонаті штату зіграв 9 матчів. Того ж року виступав за «Франкану» (5 матчів, 1 гол).
19 лютого 2018 року підписав контракт з ФК «Львів». Дебютував у футболці «городян» 23 лютого 2019 року в програному (0:1) домашньому поєдинку 19-о туру «Прем'єр-ліги» проти одеського «Чорноморця». Тавареш вийшов на поле в стартовому складі, а на 73-й хвилині його замінив Вадим Янчак. Загалом за «синьо-золотих левів» бразильський виконавець провів 40 матчів в усіх турнірах та встиг відзначитись чотирма забитими м'ячами.
У вересні 2020 року був відданий в оренду в азербайджанську «Кешлу». 30 листопада 2020 року клуб оголосив про припинення контракту з гравцем, після чого гравець протиягом 2021 року знову грав за «Львів».
У лютому 2022 року на правах оренди перейшов до грузинської «Діли», де виступав до кінця року, а у першій прловині 2023 року грав у Бразилії за нижчоліговий «Сан-Луїс» (Іжуї). Влітку 2023 року «Львів» припинив існування, через що з липня 2023 року Альваро перебував без клубу. Загалом нападник провів за «Львів» 65 матчів у всіх турнірах і забив 8 голів
У березні 2024 року підписав контракт із першоліговим «Інгульцем».